# 쿠도 미오
쿠도 미오(일본어: 工藤 美桜 구도 미오[*], 1999년 10월 8일~)는 일본의 여자 배우이다.

## 드라마
- 가면라이더 고스트 - 후카미 카논
- 나에 운명의 사랑이란 있을 수 없다고 생각해 - 여학생
- 주방장 경부의 만찬 - 키무라 에이코
- 사키:Saki~아치가 편 episode of side-A - 오카하시 하세
- 마진전대 키라메이저 - 오오하루 사요 / 키라메이 핑크

## 티비 프로그램
- 피라메키노 - 1GP 어린 심사원
- 메자마시 테레비 - 이마도키 걸